# جزایر خوان فرناندز
جزایر خوان فرناندز (به اسپانیایی: Archipiélago Juan Fernández) یک مجمع‌الجزایر در شیلی است که در استان والپارایزو واقع شده‌است.

## ویژگی‌ها

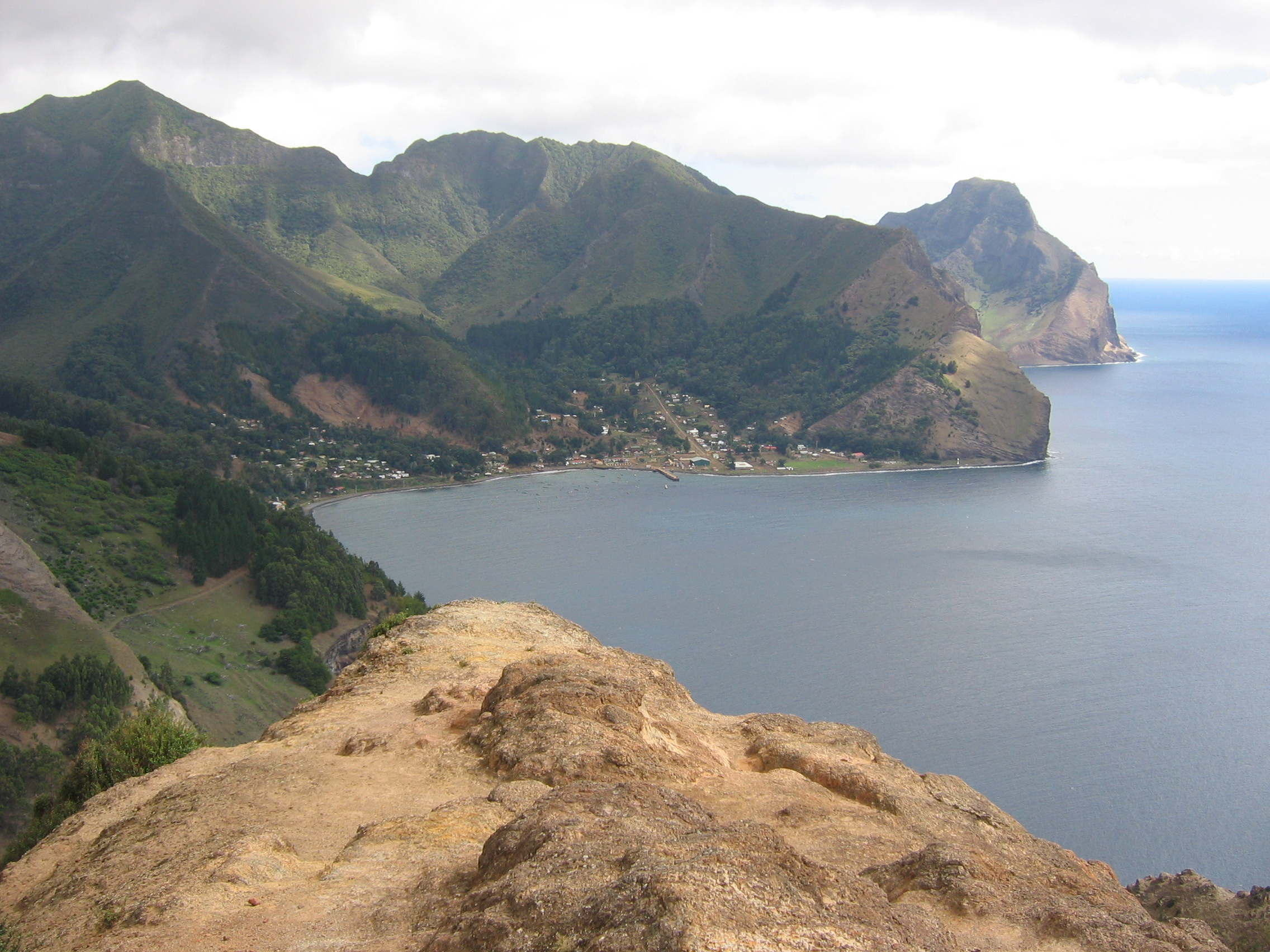
جزایر خوان فرناندز

جزایر خوان فرناندز ۹۹٫۶ کیلومترمربع مساحت و ۹۰۰ نفر جمعیت دارد. این جزایر از سه جزیره آتشفشانی اصلی تشکیل شده است: جزیره رابینسون کروزوئه، جزیره آلجاندور سلکیرک و جزیره سانتا کلارا.
دلیل اصلی شهرت این جزایر این است که به مدت چهار سال محل اقامت ملوان دورافتاده آلکساندر سلکیرک از سال ۱۷۰۴ بوده است و دانیل دفو داستان رابینسون کروزوئه را با الهام از وی نوشته است. بیشتر ساکنان کنونی این مجمع‌الجزایر اکنون در جزیره رابینسون کروزوئه و یه ویژه مرکز آن شهر سن خوان باتیستا زندگی می‌کنند.